# Rhysodesmus dasypus
Rhysodesmus dasypus är en mångfotingart som först beskrevs av Paul Gervais 1847.  Rhysodesmus dasypus ingår i släktet Rhysodesmus och familjen Xystodesmidae. Inga underarter finns listade i Catalogue of Life.